# The Surfer
Pour plus de détails, voir Fiche technique et Distribution.
The Surfer est un film australo-irlandais réalisé par Lorcan Finnegan et sorti en 2024.
Le film est présenté hors compétition en séance de minuit au Festival de Cannes 2024.

## Synopsis
Un père divorcé revient sur la plage d'Australie-Occidentale où il se rendait enfant pour surfer. Il souhaite montrer ses lieux à son fils adolescent et envisage de racheter l'ancienne maison de son grand-père.
Mais les souvenirs et la nostalgie sont gâchés par un groupe de surfeurs dirigé par Scally. Ils leur interdisent l'accès à la fameuse plage et s'amusent à provoquer le père. Bien décidé à ne pas renoncer et à regagner l'estime de son fils, ce dernier va les affronter,.

## Fiche technique
Sauf indication contraire, les informations mentionnées dans cette section peuvent être confirmées par les bases de données cinématographiques IMDb et Allociné,  présentes dans la section « Liens externes ».
- Titre original : The Surfer
- Réalisation : Lorcan Finnegan
- Scénario : Thomas Martin
- Musique : François Tétaz
- Décors : Emma Fletcher
- Direction artistique : Susie Opie
- Costumes : Lien See Leong
- Photographie : Radzek Ladczuk
- Montage : Tony Cranstoun
- Production : Brunella Cocchiglia, Robert Connolly, Leonora Darby, James Grandison, James Harris, Nathan Klingher

Producteurs délégués : Jatin Desai, Mark Fasano, Lorcan Finnegan, Greg Friedman, Samuel Hall, Joshua Harris, Mark Lane, Apur Parikh, Robert Patterson, Michael Rothstein, Ryan Winterstern et Ford Corbett
- Société de production : Tea Shop Productions, Arenamedia, Lovely Productions et Gramercy Park Media
- Société de distribution : The Jokers / Les Bookmakers (France), Stan (Australie), Roadside Attractions (États-Unis)
- Budget : N/A
- Pays de production :  Australie,  Irlande
- Langue originale : anglais
- Format : couleur
- Genre : thriller psychologique
- Durée : 99 minutes
- Date de sortie[3] : 
  - France : 18 mai 2024 (Festival de Cannes)
  - États-Unis : 2 mai 2025 (en salles)

## Distribution
- Nicolas Cage (VF : Dominique Collignon-Maurin) : le surfer[4]
- Julian McMahon (VF : Arnaud Arbessier) : Scally
- Nicholas Cassim : le clochard
- Miranda Tapsell : la photographe
- Alexander Bertrand : Pitbull
- Justin Rosniak : le policier
- Rahel Romahn : l'agent immobilier
- Finn Little : l'enfant
- Charlotte Maggi : Jenny

## Production
La participation de Nicolas Cage est annoncée en mai 2023. Le film est une coproduction australo-irlandaise, regroupant Tea Shop Productions, Arenamedia, Lovely Productions et Gramercy Park Media, avec le soutien du programme gouvernemental australien Screenwest (en).
En octobre et novembre 2023, Nicolas Cage tourne des scènes à Yallingup en Australie-Occidentale,,. Les prises de vues ont également lieu à Margaret River, Busselton et Perth. Le tournage s'achève en décembre 2023.

## Sortie et accueil
Le film est présenté hors compétition en séance de minuit au Festival de Cannes 2024. Durant cette séance, la séquence du rat provoque des rires dans la salle. À la fin de la projection, après une standing ovation de près de 6 minutes, Nicolas Cage, très touché, prend le micro et hurle « Mangez le rat !!! Manger le rat ! », en référence à cette séquence, sous les acclamations du public.
Dans Télérama, le film obtient la note de TT (« Bien »). Jérémie Couston écrit : « Avec ses cadrages audacieux, ces gros plans sur la faune et la flore — elles aussi comme liguées contre le héros —, ses flous psychédéliques et son humour désespérément noir, la mise en scène de Lorcan Finnegan lorgne ostensiblement [Réveil dans la terreur de Ted Kotcheff], bonne vieille série B des seventies. » Josh Slater-Williams du site IndieWire lui donne un B-. Xan Brooks du Guardian lui donne 4 étoiles sur 5.

## Autour du film
- Il s'agit du dernier film où Nicolas Cage est doublé en français par Dominique Collignon-Maurin avant le décès de ce dernier en 2025.